# Vilhelm Lundström

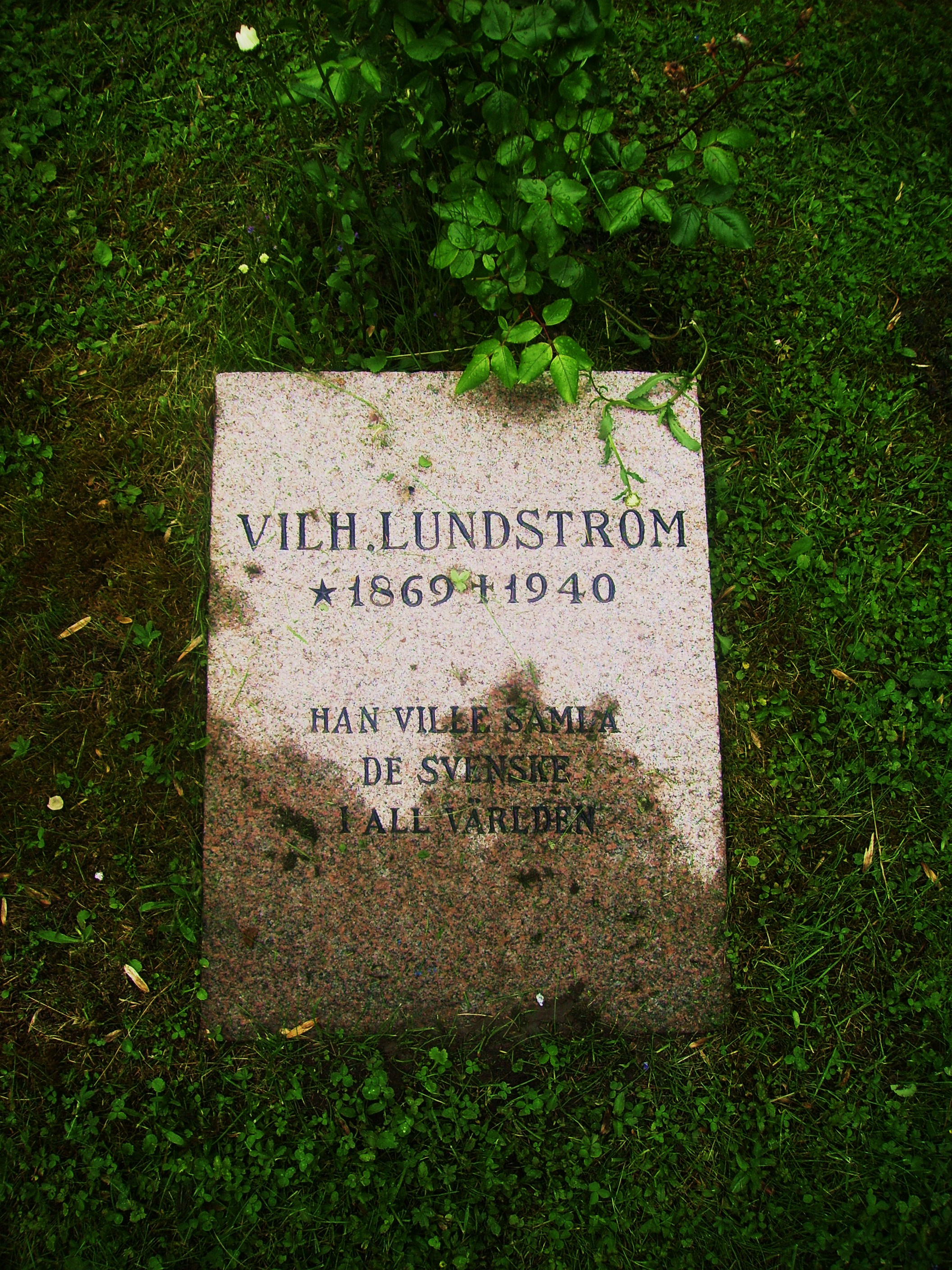
Vilhelm Lundströms grav, Sigtuna. "Han ville samla de svenske i all världen."

Karl Johan Vilhelm Lundström, född 7 maj 1869 i Sigtuna, död 20 mars 1940 i Göteborg, var en svensk klassisk filolog, professor och riksdagsman. Hans hustru var redaktören Enni Lundström.

## Karriär
Lundström blev student vid Uppsala universitet 1886, filosofie doktor 1893, docent i latinska språket och litteraturen vid Uppsala universitet samma år och professor i klassiska språk (med undervisningsskyldighet i latin) vid Göteborgs högskola 1907. Lundström genomförde många vetenskapliga resor för paleografiska och arkeologiska studier till Ryssland, Tyskland, Österrike och Italien. Han var framstående som talare och skald. I sina tal och dikter företrädde han en nationell högerståndpunkt. 
Påverkad av Karl Krumbacher ägnade sig Lundström med framgång ej endast åt rent klassiska, utan också åt bysantinska studier. Han var huvudredaktör för Uppsalatidningen Fyris november 1893–december 1897, sedan av Göteborgs Aftonblad 16 december 1901–september 1906. Dessutom skrev han ett stort antal politiska och andra artiklar i många olika konservativa tidningar och dessutom var en flitig medarbetare i åtskilliga tidskrifter. Han utgav från starten 1896 även den ansedda filologiska tidskriften Eranos, där han publicerade en del egna bysantinska studier.

## Nationellt och politiskt engagemang
Lundström instiftade 1908 Riksföreningen för svenskhetens bevarande i utlandet och var dess sekreterare från dess stiftande. Han lämnade 1923 av hälsoskäl sin befattning som sekreterare, men kunde sedermera delvis återuppta sin för föreningen mycket betydelsefulla verksamhet. I samband med detta var han 1919–1923 redaktör för tidningen Allsvensk samling och lyckades förverkliga en utlandssvensk avdelning på Göteborgsutställningen 1923. 
År 1911 invaldes han för Allmänna valmansförbundet i Andra kammaren för Göteborgs stad och var ledamot till 1914, då han undanbad sig återval. I riksdagen skrev ha 2 egna motioner och han lyckades 1912 genomdriva en lagändring, vilken innebar att en svensk medborgare ej kunde utan egen vilja och vetskap förlora sitt svenska medborgarskap.
Lundström utgav 1917–1919 Svensk humanistisk tidskrift och 1923 en studie över Tacitus poetiska källor (i Göteborgs högskolas årsskrift). Han var hederssenator vid Rostocks universitet och hedersdoktor vid universitetet i Padua. Lundström erhöll 1924 Karl Johans pris av Svenska Akademien på grund av sitt arbete för svenska språkets bevarande i utlandet. 1927–1933 var han ansvarig utgivare för tidskriften Sverige-Italien.
Vilhelm Lundströms barndomshem och senare sommarbostad Lundströmska gården i Sigtuna är sedan 1958 museum.